# Герман (патриарх Сербский)
Патриа́рх Ге́рман (серб. Патријарх Герман, в миру Хра́нислав Джо́рич, серб. Хранислав Ђорић; 7 (19) августа 1899, Йошаничка-Баня, Королевство Сербия — 27 августа 1991, Белград) — епископ Сербской православной церкви, с 1958 по 1990 год — её предстоятель с титулом «Архиепископ Печский, Митрополит Белградско-Карловачский, Патриарх Сербский».

## Биография
Родился 19 августа 1899 года в Йошаницкой Бане в семье учителя, который позднее принял сан священника. Начальное образование получил в Велика-Дренове близ Трстеника и в городе Крушеваце, в семинариях в Белграде и Сремски-Карловци (окончил в 1921). Изучал право в Сорбонне, потом поступил на богословский факультет Белградского университета, который окончил в 1942 году.
В 1924 году епископом Жичским Ефремом (Бойовичем) был рукоположён в сан диакона, после чего служил в клире кафедрального собора Жичи. Назначен писарем церковного суда Жичской епархии. С 1925 по 1927 год преподавал Закон Божий в гимназии города Чачака.
В 1927 году был рукоположён в сан священника и до 1931 года служил на приходе в Миоковци. В 1931 году переведён в город Врнячка-Баня настоятелем храма и архиерейским наместником, при храме учредил ежемесячный журнал «Преглед» и ежегодный календарь «Свети Лазар».
После избрания на патриарший престол патриарха Гавриила в 1938 году он был назначен референтом Священного архиерейского синода.

## Архиерейское служение
Решением Архиерейского собора Сербской православной церкви, прошедшего с 31 мая по 12 июня 1951 года был избран главным секретарём Синода в сане епископа с титулом «Моравичский». 7 июля 1951 года, будучи вдовцом, епископом Шумадийским Валерианом (Стефановичем) был пострижен в монашество в монастыре Студеница с наречением имени Герман, 12 июля возведён в сан архимандрита. 15 июля состоялась его епископская хиротония, которую совершил Патриарх Викентий в сослужении епископов Шумадийского Валериана (Стефановича), Сремского Никанора (Иличича) и Банялукского Василия (Костича).
3 июля 1952 года избран епископом Будимским (Будим — сербское название Буды, исторической части Будапешта), но не смог занять кафедру из-за препятствий, чинимых венгерскими властями. В этот период он жил в Сербии, исполнял главного генерального секретаря Архиерейского Синода Сербской православной церкви, которые он исполнял до своего избрания епископом Жичским в 1956 году. Одновременно он редактировал «Гласник» — официальное издание Сербской Православной Церкви. В 1955—1956 годы также администратор Будимлянско-Полимской епархии.
9 июня 1956 года назначен епископом Жичским, сменив на данной кафедре святителя Николая (Велемировича). Восстановил более 40 храмов и основал Монастырь Йоване.
В 1956—1957 годы администратор Рашско-Призренской епархии.
Был редактором главного органа Сербской Православной Церкви — журнала «Гласник».
13 сентября 1958 года избран Сербским патриархом. Решая острую кадровую проблему Сербской Православной Церкви, был инициатором избрания 27 епископов.

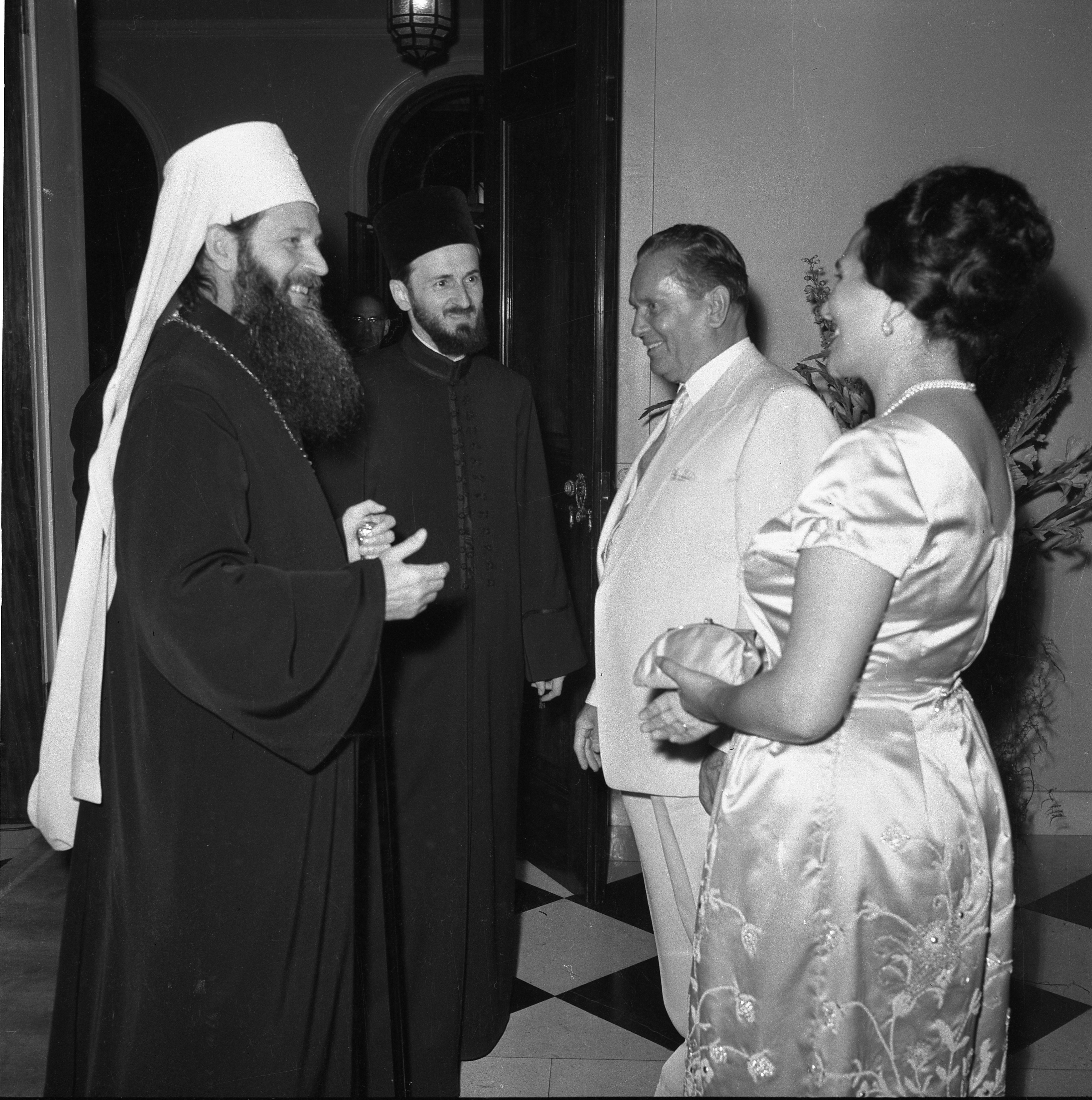
Патриарх Герман, епископ Савва (Вукович), Иосип Броз Тито и Йованка Броз. 1960-е годы, фото Стевана Крагуевича

Для повышения уровня духовного образования провёл реформу учебных программ духовных учебных заведений СПЦ, возобновил духовные семинарии в Сремски-Карловци, в монастыре Крка и монашескую школу в Монастыре Дечаны. В здании Патриархии в Белграде был основан Православный народный университет, в котором Патриарх Герман читал лекции. В Патриаршество Германа была расширена издательская деятельность СПЦ. Несмотря на препятствия коммунистических властей, имел особое попечение о восстановлении церквей и монастырей. Во время правления патриарха Германа была изменена процедура выборов патриарха, и был введён так называемый «Апостольский принцип», согласно которому епископы на соборе выбирают трёх кандидатов, а затем при помощи жребия определяют, какой из них будет новым патриархом.
В патриаршество Германа вследствие вмешательства властей в дела Церкви произошло два раскола: отделилась значительная часть зарубежных приходов, главным образом в США, образовавшие «Свободную Сербскую церковь» с центром в Новограчаницком монастыре, а также отделились приходы в союзной республике Македонии, образовавших неканоническую Македонскую православную церковь.
В 1989 году сломал бедро и до конца жизни так и не смог восстановиться от этой травмы. Поскольку Патриарх Герман уже не мог полноценно управлять Церковью, 30 июня того же года Митрополит Загребско-Люблянский Иоанн был избран Патриаршим местоблюстителем. 30 ноября 1990 года Патриарх Герман ушёл в покой по решению Архиерейского собора Сербской Православной Церкви в силу тяжёлой долговременной болезни, подтвержденной в отчёте консилиума врачей Военно-Медицинской академии. На следующий день 1 декабря, епископ рашко-Призренский Павел (Стойчевич) был избран Патриархом.
Он стал одним из самых долгоживущих сербских патриархов в истории Сербской Православной Церкви, исполняя обязанности главы Сербской Православной Церкви на протяжении 32 лет.
Скончался 27 августа 1991 года в Белграде. Похоронен в церкви апостола Марка в Белграде.